# Il re dei mondi
Il re dei mondi è un romanzo d'avventura con elementi umoristici e fantastico-fantascientifici per ragazzi del 1907 scritto e illustrato dall'autore italiano Yambo (alias Enrico Novelli). Citato come altri romanzi di Yambo tra le prime opere della fantascienza italiana, combina elementi di anticipazione futuribile con l'umorismo e la satira.
È il seguito del romanzo Fortunato per forza! e costituisce la seconda parte di una trilogia che si conclude con La banda di Carlo Bousset.

## Storia editoriale
L'opera, presentata come un romanzo per ragazzi, fu pubblicata inizialmente a puntate sulla rivista Letture per la gioventù nel 1907, per essere poi raccolta in volume nel 1910, sempre dalla Casa Editrice G. Scotti di Roma. Fu riedito da Antonio Vallardi nel 1931.

## Trama
James Wartel, ricchissimo industriale americano annoiato dalla vita monotona, si lancia in nuove imprese straordinarie in cerca di emozioni. Durante un soggiorno in Europa ritrova il suo vecchio rivale, il conte francese Carlo Bousset, un astuto truffatore già affrontato in precedenza. I due finiscono per scontrarsi nuovamente e sfidarsi in una competizione dai toni sempre più rischiosi.
In cerca di emozioni sempre più forti, Wartel finanzia una nuova impresa spettacolare che lo conduce a viaggiare per il mondo con un nutrito gruppo di collaboratori.
Bousset, deciso a sfruttare l'iniziativa a proprio vantaggio, innesca una serie di intrighi che lo contrappongono di nuovo a Wartel. La caccia reciproca – costellata di colpi di scena e continui spostamenti – trascina progressivamente le grandi potenze sull'orlo di un conflitto mondiale.
L'avventura si conclude senza un vincitore definitivo: Wartel sventa l'ennesimo piano del rivale, ma la loro rivalità resta aperta e proseguirà nel capitolo conclusivo della trilogia, La banda di Carlo Bousset.

Illustrazioni originali dell'autore
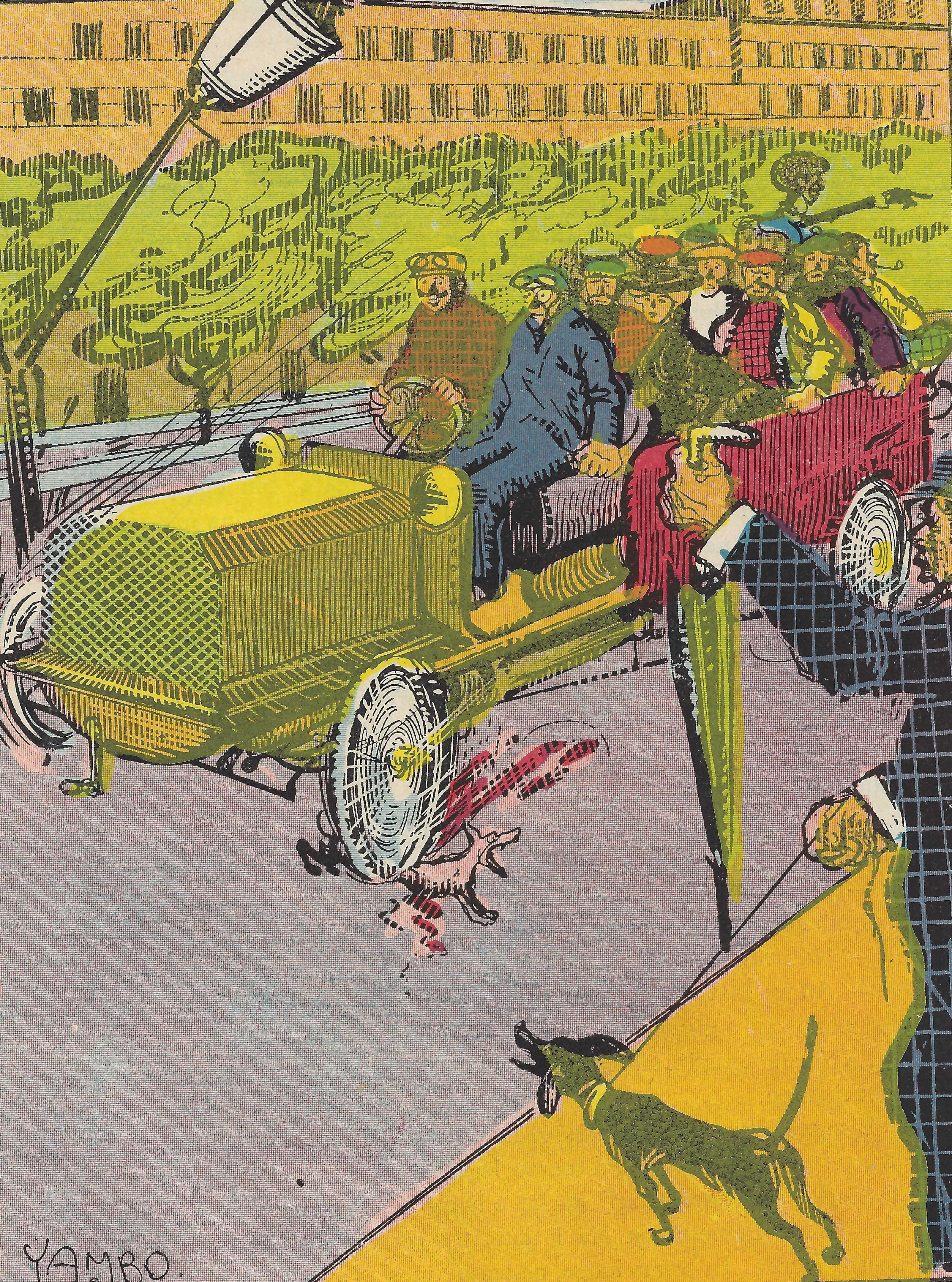
La partenza del camion da Amburgo
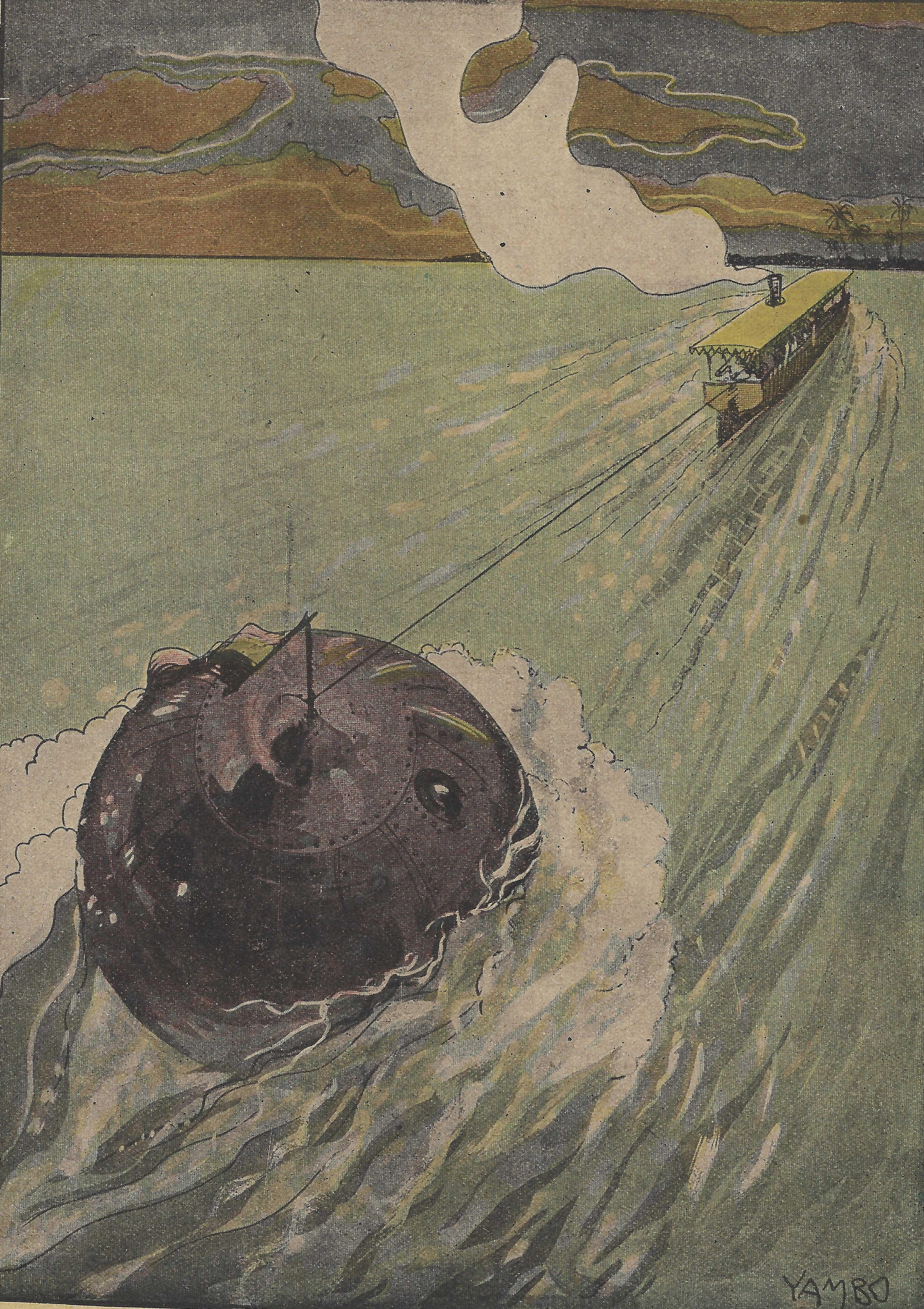
La palla rimorchiata
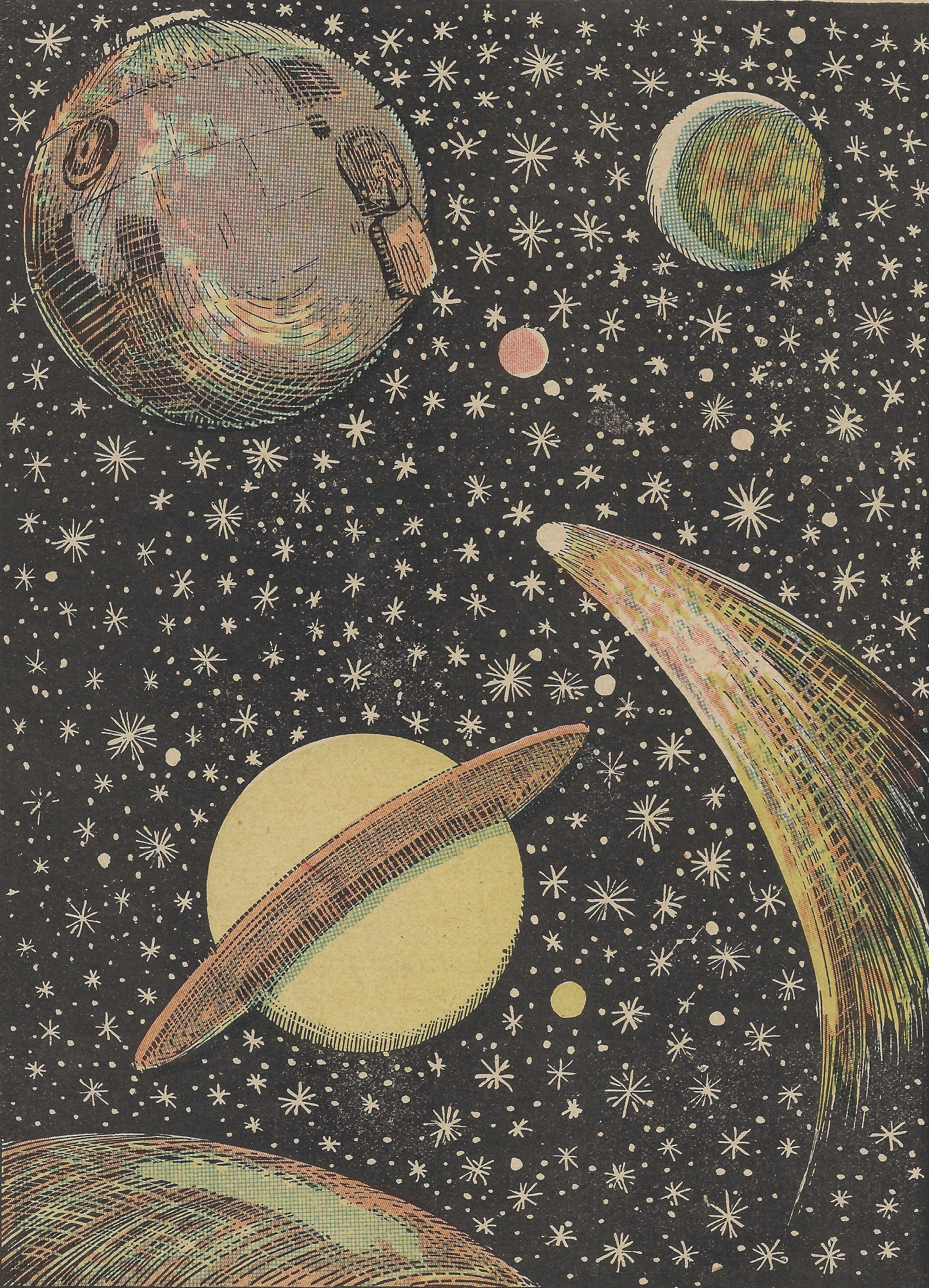
La palla esplorante nello spazio

## Accoglienza e critica
Alla sua uscita, Il re dei mondi fu presentato come un romanzo per ragazzi, ricco di illustrazioni e intenti educativi, in linea con la produzione popolare dell'epoca. La critica letteraria "alta" del tempo prestava poca attenzione a queste opere, considerandole letteratura d'evasione destinata ai giovani lettori e prive di particolare valore. Nonostante ciò, il romanzo ebbe un buon successo popolare, alimentando l'immaginario giovanile dell'epoca con le sue trovate visionarie e anticipando ansie belliche presenti nella società prebellica.
In tempi più recenti l'opera è stata rivalutata dalla critica come uno dei precursori della fantascienza italiana. Studiosi del genere (Gianfranco de Turris, Riccardo Valla) hanno evidenziato l'importanza de Il re dei mondi nel contesto della protofantascienza italiana, lodando la fantasia di Yambo e la sua capacità di intrecciare avventura, umorismo e speculazione futuristica. In particolare, viene riconosciuto a Yambo il merito di aver anticipato il tema della prima guerra mondiale in chiave fantastica, prefigurandone gli schieramenti.

## Edizioni
- Yambo, Il re dei mondi, collana Letture per la gioventù, dal n. 34 al n. 51, Roma, Casa Editrice G. Scotti, 1907.
- Yambo, Il re dei mondi, Roma, Casa Editrice G. Scotti, 1910.
- Yambo, Il re dei mondi, Milano, Antonio Vallardi Editore, 1931.
- Yambo, Il re dei mondi, eBook, Milano, Landscape Books, 2015.